# Resan till hoppet
Resan till hoppet är en dramafilm regisserad av Xavier Koller från 1990.
Resan till hoppet har vunnit en Oscar för bästa utländska film.